# بيرند كارباتشير
بيرند كارباتشير (بالألمانية: Bernd Karbacher) مواليد 3 أبريل 1968 في ميونخ، هو لاعب كرة مضرب ألماني سابق بدأ مسيرته كمحترف سنة 1989 وكان يلعب باليد اليمنى، اعتزل اللعب في 2000. أعلى تصنيف له في الفردي كان المركز الـ 22 في سنة 1995.

## النهائيات

### الفردي (3)
| الحصيلة | الرقم | التاريخ        | البطولة          | الأرضية | المنافس في النهائي | النتيجة       |
| ------- | ----- | -------------- | ---------------- | ------- | ------------------ | ------------- |
| الفوز   | 1.    | 14 سبتمبر 1992 | كولونيا، ألمانيا | ترابية  | ماركوس أوندروسكا   | 7–6(7–4), 6–4 |
| الفوز   | 2.    | 4 يوليو 1994   | السويد المفتوحة  | ترابية  | هورست سكوف         | 6–4, 6–3      |
| الوصافة | 1.    | 14 أغسطس 1995  | أنديانابوليس     | صلبة    | توماس إينكفيست     | 4–6, 3–6      |

## روابط خارجية
- بيرند كارباتشير على موقع رابطة محترفي التنس (الإنجليزية)
- بيرند كارباتشير على موقع الاتحاد الدولي لكرة المضرب (الإنجليزية)
- بيرند كارباتشير على موقع كأس ديفيز (الإنجليزية)
- بيرند كارباتشير على موقع خلاصة التنس.كوم (الإنجليزية)